# Rhagonycha testaceopallida
Rhagonycha testaceopallida es una especie de coleóptero de la familia Cantharidae.

## Distribución geográfica
Habita en Hubei (China).